# ダブル・ミッション
『ダブル・ミッション』（原題：The Spy Next Door）は、2010年公開のアメリカ映画。

## 概要
冴えないセールスマンと敏腕CIAエージェントの二つの顔を持つ男をジャッキー・チェンが演じたアクション・コメディで、監督は『ベートーベン』『フリントストーン/モダン石器時代』『ジングル・オール・ザ・ウェイ』などのファミリー・コメディを得意としているブライアン・レヴァント。
オープニングでは主人公の若かりしころの雄姿として、過去のジャッキー主演映画の名場面が流された。
惹句は「ジャッキー・チェン引退!? 危険なシゴトか! 愛する家族か?」。

## ストーリー
普段は冴えないセールスマンをしているボブだが、実は敏腕CIAエージェントとしての顔がある。彼にはシングルマザーの恋人・ジリアンがいて、結婚を機にエージェントを引退し、平穏なマイホームパパになるつもりでいた。
しかし、ジリアンが突然怪我をした父の看病に出かけることになり、彼女の3人の子供達の面倒を見る事になったボブだが、彼のことが気に喰わない長女ファレン、虚言癖がある長男イアン、一番幼い次女ノーラに散々振り回されることになる。そんなある日、イアンがボブのパソコンを勝手にいじり、なんとロシア当局の極秘データをダウンロードしてしまい、ボブはジリアンと子供達共々国際規模的な陰謀に巻き込まれて行く。

## キャスト
※括弧内は日本語吹き替え
- ボブ・ホー - ジャッキー・チェン（石丸博也）
- ジリアン - アンバー・ヴァレッタ（田中敦子）
- ファレン - マデリン・キャロル（佐藤利奈）
- イアン - ウィル・シャドレイ（小林由美子）
- ノーラ - アリーナ・フォーレイ（野中藍）
- ポルダーク - マグナス・シェヴィング（堀内賢雄）
- タチアナ（クリール） - キャサリーン・ボーチェー（魏涼子）
- ラリー - ルーカス・ティル（宮野真守）
- コルトン・ジェイムス - ビリー・レイ・サイラス（井上肇）
- グレイズ - ジョージ・ロペス（楠見尚己）

## スタッフ
- 監督：ブライアン・レヴァント
- 製作：ロバート・シモンズ
- 製作総指揮：ライアン・カヴァノフ、タッカー・トゥーリー、ソロン・ソー
- 共同製作：ケネス・ハルスハンド
- 原案：ジョナサン・バーンステイン、ジェームズ・グリア
- 脚本：ジョナサン・バーンステイン、ジェームズ・グリア、グレゴリー・ポイリアー
- 音楽：デヴィッド・ニューマン
- 撮影監督：ディーン・カンディ ASC
- プロダクション・デザイナー：スティーブン・ラインウィーヴァー
- 編集：ローレンス・ジョーダン
- 製作：リラティビティ・メディア、ロバート・シモンズカンパニー、